# هيرويوكي أكيموتو
هيرويوكي أكيموتو (باليابانية: 秋本 啓之) (من مواليد 31 يناير 1986 في أماكوسا) هو لاعب جودو ياباني. بعد انتقاله من وزن 66 كلغ إلى وزن 73 كجم فاز بالميدالية الذهبية في الوزن الخفيف (73 كلغ) في بطولة العالم للجودو لعام 2010.

## وصلات خارجية
- هيرويوكي أكيموتو على موقع الفيدرالية الدولية للجودو (الإنجليزية)
- هيرويوكي أكيموتو على موقع JudoInside.com (الإنجليزية)
- هيرويوكي أكيموتو على موقع AllJudo.net (الفرنسية)

- سيرة ذاتية في judoinside.com